# 瓦勒良一世 (盧森堡-利尼)
瓦勒良一世（法語：Waléran Ier de Luxembourg-Ligny，—1288年6月5日），利尼領主，盧森堡伯爵亨利五世的次子，1281年至1288年在位。

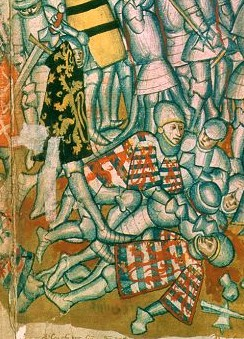

## 家庭
瓦勒良一世的妻子是博爾瓦爾的讓娜（Jeanne de Beauvoir），兩人共有2子1女：
1. 亨利二世（英语：Henry II, Lord of Ligny）（—1303年）
2. 瓦勒良二世（—1354年）
3. 瑪麗（—1337年）